# Pyrisitia dina
Pyrisitia dina is een vlindersoort uit de familie van de Pieridae (witjes), onderfamilie Coliadinae.
Pyrisitia dina werd in 1832 beschreven door Poey.